# Guzmania butcheri
Guzmania butcheri är en gräsväxtart som beskrevs av Werner Rauh. Guzmania butcheri ingår i släktet Guzmania och familjen Bromeliaceae. Inga underarter finns listade i Catalogue of Life.